# Creodontipus
Creodontipus (Креодонтипус — „стопало креодонта”) је изумрли ихнород плацентални сисара из изумрлог реда Hyaenodonta, који је у периоду раног олигоцена настањивао подручје Европе.

## Етимологија назива
| Ихнород:     | Поријекло назива од:                                                                                        | Значење назива:   |
| ------------ | --- | ----------------- |
| Creodontipus | - неважећег изумрлог реда сисара Creodonta - и старогрчке ријечи пус (стгрч. πούς), која значи стопало или нога | стопало креодонта |

| Ихноврсте:      | Поријекло назива од:                            | Значење назива:         |
| --------------- | ----------------------------------------------- | ----------------------- |
| C. almenarensis | - рода Creodontipus - и шпанске општине Алменар | алменарски Креодонтипус |
| C. mongayensis  | - рода Creodontipus - и шпанске општине Монгај  | монгајски Креодонтипус  |

## Опис
Creodontipus almenarensis и Creodontipus mongayensis су називи за двије јединке непознати врсти сисара из реда Hyaenodonta, које су иза себе оставиле добро очуване отиске стопала на простору фосилни локалитета у шпанској општини Аграмунт (Шпанија).

## Систематика

### Класификација
| Ихноврсте:                          | Распрострањеност фосила и локација: | Временски распон:      |
| ----------------------------------- | ----------------------------------- | ---------------------- |
| †C. almenarensis (Santamaria, 1989) | Шпанија (Каталонија)                | 33,9 до 28,4 мил. год. |
| †C. mongayensis (Santamaria, 1989)  | Шпанија (Каталонија)                | 33,9 до 28,4 мил. год. |